# Андреас-Саломе, Лу
Лу Андре́ас-Саломе́ или Лу Саломе́ (нем. Lou Andreas-Salomé, урождённая Луиза Густавовна фон Саломе) (12 февраля 1861, Санкт-Петербург — 5 февраля 1937, Гёттинген) — российско–немецкая писательница, философ и психоаналитик. Состояла в дружеских отношениях с Ф. Ницше, З. Фрейдом и Р. М. Рильке.

## Биография
Родилась в Санкт-Петербурге. Её отец Густав Карлович фон Саломе    был русским дворянином; наследственное дворянство было пожаловано ему Николаем I в 1830 году.  Была младшим ребёнком в семье, имела пять старших братьев.
Луизе было разрешено посещать занятия её братьев в старейшей немецкой школе Санкт-Петербурга — Петришуле с 1874 по 1878 год. В 1878 году семья теряет отца, Густава Саломе. В детстве носила имя "Лёля"; один из учителей Луизы, голландский пастор Гийо, читавший лекции в Петербурге, сокращает  её имя «Луиза» до уменьшительного имени «Лу».
В 1880 году в сопровождении матери едет в Швейцарию, чтобы получить образование в Цюрихском Университете — как и многие другие русские девушки того периода (в Российской империи в тот период не существовало высшего образования для женщин) — одним из немногих университетов того времени принимавших женщин. На протяжении одного года, Лу посещает лекции философии (логика, история философии, психология) и теологии (догмат).
В связи со слабым здоровьем переезжает в Рим, где попадает в кружок Мальвиды фон Мейзенбуг, приятельницы Гарибальди, Вагнера, Ницше, воспитательницы дочери Герцена. Один из посетителей этого салона, друг Ницше, философ Пауль Ре (Paul Rée) знакомится с Лу Саломе. Они чувствуют духовное единство. Девушка предлагает ему проект создания своеобразной коммуны с целомудренным житием, в которую бы входили молодые люди обоих полов, желающие продолжить образование. Она предлагает снять дом, где у каждого была бы своя комната, но у всех — общая гостиная. Ре идеей воодушевлён, но все же просит Лу выйти за него замуж. Она отказывается, она хочет быть только его другом. С коммуной ничего не выходит. Они путешествуют, посещают Париж, Берлин.

### Отношения с Ницше
В 1882 году Ре знакомит Саломе со своим другом Ницше, который покорён и её интеллектом, и «классической русской красотой». На свет появляется их дружеская «троица», занимающаяся интеллектуальными беседами, сочинениями и путешествиями.  Фридрих Ницше просит её руки, и получает отказ. Вопрос о сексуальных отношениях между ними остаётся достаточно неоднозначным. Примерно в это время 21-летняя Саломе фотографируется вместе с Ре и Ницше, запряжёнными в повозку, которую она погоняет кнутом. Ницше говорил, что она — самая умная из всех встреченных им людей и, говорят, использовал её черты в «Заратустре». На её стихи Ницше написал музыкальную композицию «Гимн к жизни». Но сестра Ницше Элизабет занимает резко агрессивную позицию по отношению к девушке, возникает конфликт, и вместе с Лу остаётся один Ре. Ницше умирает через 18 лет (25 августа 1900 г.) в психиатрической клинике, так ни разу в своей жизни не женившись.
В 1886 году Саломе знакомится с Фридрихом Карлом Андреасом (Friedrich Carl Andreas), университетским преподавателем, занимающимся восточными языками (турецкий, персидский). Фридрих Карл Андреас был на 15 лет старше Лу и твердо хотел сделать её своей женой. Чтобы показать серьёзность своих намерений, он предпринимает попытку самоубийства на её глазах (вонзает себе в грудь нож). После долгих раздумий Лу соглашается выйти за него замуж, но с одним условием: они никогда не вступят в сексуальные отношения. В течение 43 лет, прожитых вместе, как утверждают биографы, тщательно изучившие все её дневники и личные документы, этого так никогда и не случилось. В 1901 году погибает Пауль Ре в горах, без свидетелей. Невыясненным остается, был ли это суицид или несчастный случай.
Наконец, она все-таки вступает в очевидную интимную связь с мужчиной. Это оказался Георг Ледебур, один из основателей социал-демократической партии в Германии и марксистской газеты «Форвартс», в будущем — член рейхстага, с которым она познакомилась в 1892 году. Утомившись скандалами и от мужа (который пытается покончить с собой) и от любовника, Лу бросает их обоих и в 1894 году уезжает в Париж. Там одним из её многочисленных любовников становится писатель Франк Ведекинд. Несмотря на неоднократные предложения руки и сердца она никогда не помышляла о разводе и всегда первая бросала мужчин. Её литературная деятельность приносит ей известность.

### Отношения с Рильке
В 1897 году 36-летняя Саломе знакомится с начинающим поэтом, 21-летним Рильке. Она берет его в две поездки по Российской империи (1899, 1900), учит его русскому языку, знакомит его с психологизмом Достоевского и Толстого. Рильке, как и многие другие возлюбленные Лу, живёт с нею и Андреасом в их доме. Он посвящал ей стихи, по её совету поменял своё «женственное» имя — «Рене» на более жёсткое — «Райнер», его почерк меняется и становится практически неотличимым от её манеры писать. Через четыре года Лу уходит от поэта, т.к. он так же, как и многие её любовники до него, хотел, чтобы она подала на развод. Рильке говорил, что без этой женщины он никогда бы не смог найти свой жизненный путь. Друзьями они останутся на всю жизнь. До самой его смерти в 1926 году бывшие любовники переписывались друг с другом.
В 1905 году служанка её мужа Андреаса рожает ему дочку. Лу оставляет внебрачного ребёнка в доме, наблюдает за своими реакциями с дотошностью психоаналитика. Через несколько лет она её удочерит. Именно Мари останется с ней у смертного одра.

### Отношения с Фрейдом
В 1911 году Лу принимает участие в работе Международного психоаналитического конгресса в Веймаре, знакомится с Фрейдом. Они становятся друзьями на следующую четверть века. Фрейд, со свойственной ему чуткостью, не заявлял на неё собственнические претензии, что и не привело к обычным для неё разочарованиям в мужчинах.  Лу Саломе овладевает психоанализом. Она входит в круг его ближайших учеников. Её нашумевшая книга «Эротика» выдержала в Европе 5 переизданий. В соавторстве с Анной Фрейд она задумывает учебник о детской психике. С 1914 она начинает работать с больными, оставляя ради науки беллетристику (ею написано порядка 139 научных статей). Поселившись вместе с мужем в Гёттингене, она открывает психотерапевтическую практику и много трудится.
Скончалась в 1937 году. Сразу после её смерти в Гёттингене её библиотека была сожжена нацистами.
Похоронена на Гёттингенском городском кладбище.

## Публикации на русском языке
- Андреас-Саломе Л. Прожитое и пережитое. — М.: Прогресс-Традиция, 2002.
- Андреас-Саломе Л. Эротика. — Ижевск: ERGO, 2011.
- Андреас-Саломе Л. Анальное и сексуальное. — Ижевск: ERGO, 2012.
- Андреас-Саломе Л. Вклады в психоанализ. — Ижевск: ERGO, 2012.
- Саломе Лу Эротика. — М.: Культурная революция, 2012.
- Андреас-Саломе Л. Нарциссизм как двойное направление. — Ижевск: ERGO, 2013.
- Андреас-Саломе Л. Три письма одному мальчику. — Ижевск: ERGO, 2013.
- Андреас-Саломе Л. Моя благодарность Фрейду. Открытое письмо профессору Зигмунду Фрейду к его 75-летию. — Ижевск: ERGO, 2014.
- Саломе Лу Мой Ницше, мой Фрейд…. — М.: Алгоритм, 2016.

### Книги
- Жиру Ф. Лу. История свободной женщины. — М.: КоЛибри, 2005.
- Мазин В. А. Лу Андреас-Саломе и Жак Лакан смотрят «Стыд» Стива Маккуина. — Ижевск: ERGO, 2014.
- Талалаевский И. Три фурии времён минувших. Хроники страсти и бунта. Лу Андреас-Саломе, Нина Петровская, Лиля Брик. — М.: Алетейя, 2013.
- Ялом И. Когда Ницше плакал. — М.: Эксмо, 2005.
- Акунин, Борис. Русский в Англии. Самоучитель по беллетристике.. — Альпина Паблишер, 2022. — ISBN 978-5-9614-7368-1.

### Статьи
- Гармаш Л. Лу Саломе — «совершенный друг» и «абсолютное зло» в жизни Фридриха Ницше.
- Кудрявцев Э. Лу Саломе и Фридрих Ницше // «Нева». — СПб., 2001, № 3, с. 229—232.
- Леско М. Так поступала Заратустра // «Карьера». — М., 2004, № 3 (66), с. 14—22.

## Кинематограф
- В фильме Лилианы Кавани «По ту сторону добра и зла»[англ.] (итал. «Al di là del bene e del male», 1977) Лу Саломе воплощает Доминик Санда (Ницше — Эрланд Юзефсон, Пауль Ре — Роберт Пауэлл, Элизабет Фёрстер-Ницше — Вирна Лизи, Бернард Фёрстер — Умберто Орсини).
- В фильме «Когда Ницше плакал» роль Лу Саломе играет канадская актриса Кэтрин Винник (Ницше — Арманд Ассанте, Йозеф Брёйер — Бен Кросс, Зигмунд Фрейд — Джейми Элмэн[англ.], Берта Паппенгейм — Михаль Янай[ивр.]).